# Ota Balage
Ota Balage, vlastním příjmením Baláž, (* 9. listopadu 1961 Praha) je český hudebník, dirigent a skladatel. Narodil se do hudební rodiny, studoval klavír, klarinet a skladbu. Spolu se zpěvákem Kamilem Střihavkou a kytaristou Michalem Pavlíčkem tvořil uskupení BSP. Předtím vystupoval například se skupinou Zikkurat. Rovněž byl členem kapely Tango. S Vilémem Čokem a Petrem Roškaňukem založil v roce 1988 a účinkoval ve skupině Nová růže. Rovněž se podílel na českých inscenacích různých muzikálů, včetně Jesus Christ Superstar.
Je také členem týmu Real TOP Praha, v jehož dresu se zúčastňuje charitativních zápasů a akcí.